# Antonio Sánchez Díaz de Rivera
Antonio Sánchez Díaz de Rivera (12 de junio de 1953) es un político, escritor y ensayista mexicano, miembro del Partido Acción Nacional. Fue diputado federal y candidato del PAN a presidente municipal de Puebla de Zaragoza.
Es licenciado en Administración de Empresas por el Instituto Tecnológico y de Estudios Superiores de Monterrey y tiene una maestría en Economía por la Universidad Autónoma de Nuevo León, gran parte de su carrera la desempeño en empresas de la iniciativa privada y en organizaciones empresariales y patronales, fue Presidente del Centro Empresarial de Puebla, del Consejo Coordinador Empresarial de Puebla y la Confederación Patronal de la República Mexicana de 1993 a 1995. Presidente Fundador de Coordinadora Ciudadana Asociación Política Nacional.
De 2000 a 2006 se desempeñó como Subsecretario de Desarrollo Social y Humano de la Secretaría de Desarrollo Social, cargo al que renunció junto con la titular, Josefina Vázquez Mota, cuando ésta fue designada coordinadora general de la campaña a presidente de México de Felipe Calderón Hinojosa y ante el nombramiento para sustituirla de Ana Teresa Aranda. Fue postulado candidato a diputado federal y fue elegido por el XII Distrito Electoral Federal de Puebla a la LX Legislatura de 2006 a 2009.
En 2007 se registró como precandidato de su partido a Presidente Municipal de Puebla de Zaragoza, donde disputa la candidatura con Ana Teresa Aranda. En la elección interna del 1 de julio resultó elegido candidato a Presidente Municipal, al obtener un total de 941 votos, contra 758 de Ana Teresa Aranda. Solicitó licencia como diputado Federal el 10 de agosto de 2007 e inició su campaña por la alcaldía poblana.
En las elecciones constitucionales celebradas el 11 de noviembre la victoria correspondió a la candidata del PRI Blanca Alcalá Ruiz, regresando posteriormente a la Diputación federal, donde se destacó por la generación de diversas iniciativas impulsando en especial La Ley de Desarrollo Social. Reasumió el cargo de diputado federal el 1 de diciembre de 2007, durante la licencia ocupó el cargo su suplente Gloria María Perroni Merino.
También ha sido ensayista y columnista. Se destacó por su colaboración periódica en el programa Detrás de la Noticia con Ricardo Rocha, previo a su labor gubernamental, y posteriormente publicó diversos artículos en el periódico Reforma de México, de los cuales nació la compilación La Transición a la Democracia, libro presentado en la Cámara de Diputados en agosto de 2008. Posteriormente presentó dos libros de poemas, Cobija al hombro, editado por la Benemérita Universidad del Estado de Puebla (BUAP) en diciembre de 2008; y El silencio estridente, editado por editorial Panorama y presentado en el Palacio de Bellas Artes de la Ciudad de México en agosto de 2009. 
Antonio Sánchez Díaz de Rivera ha destacado por ser un impulsor del desarrollo social y de la participación ciudadana en sus diversos cargos y tareas políticas. 